# بخشان
بخشان دستگاهی است برای تقسیم کردن عملی زاویه‌ها به نسبت‌های مورد نیاز، ساختهٔ رز افضلی‌فر. با این دستگاه برای نخستین بار در جهان تثلیث زاویه و هرگونه تقسیم زاویه یا خواندن تقسیمات آن از روی درجه‌بندی دستگاه ممکن شد.
بخشان منحنی پاسکال را که روش رسم دشواری دارد در یک لحظه رسم می‌کند. این دستگاه درجه‌بندی زاویه‌ها را روی یک خط راست نمایش می‌دهد درحالی که وسایلی مانند نقاله درجه‌بندی را روی نیم‌دایره نشان می‌دهند.